# Zignau

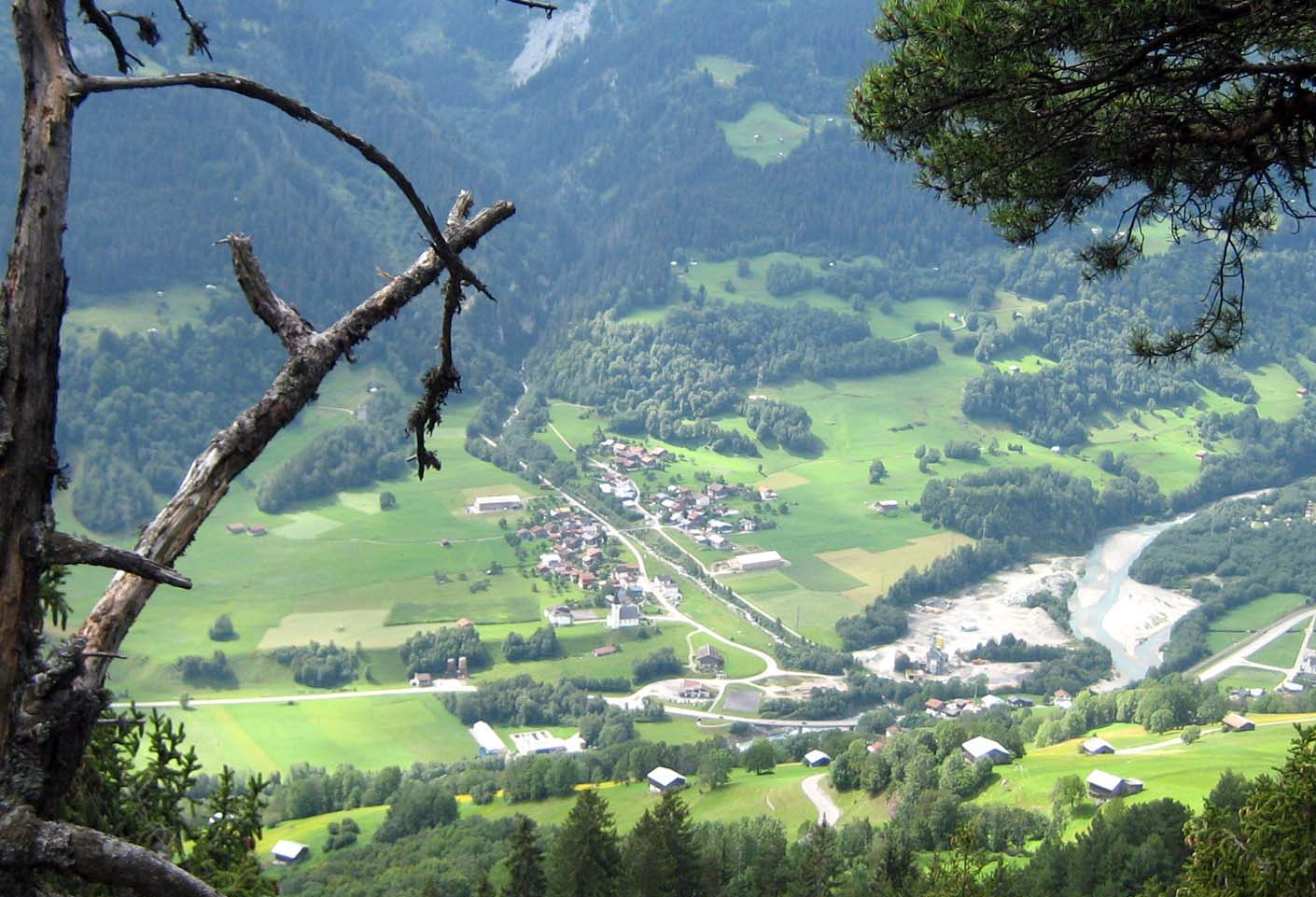
Zignau

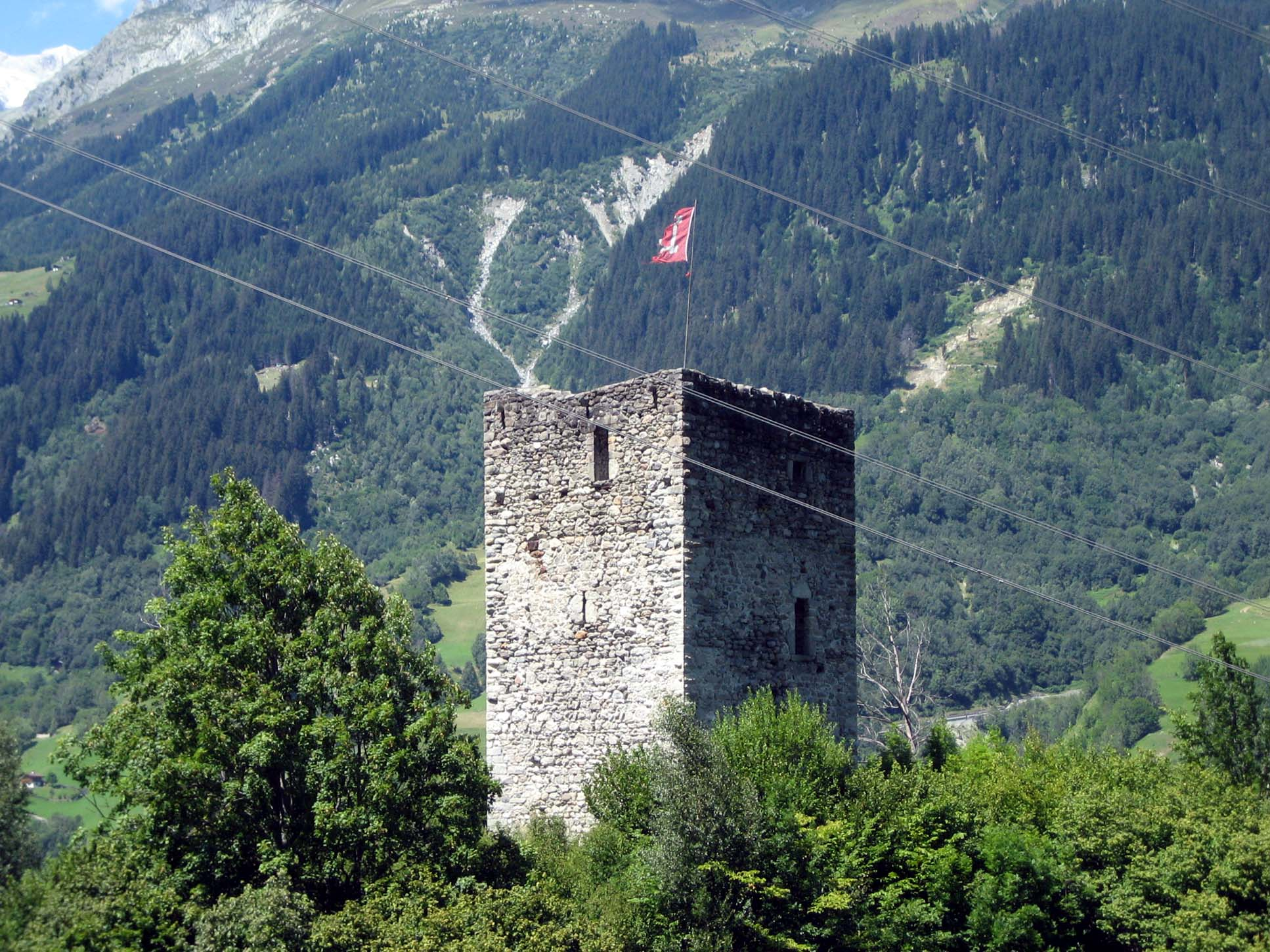
Ruine Ringgenberg

Historisches Luftbild von Werner Friedli (1957)

Zignau (dt. Ringgenberg od. Rinkenberg) ist eine Ortschaft in der politischen Gemeinde Trun (ehemals Kreis Disentis und Bezirk Surselva, seit 1. Januar 2016 Region Surselva) im schweizerischen Kanton Graubünden.

## Beschreibung
In Zignau stand die Burg Ringgenberg, die zusammen mit der Burg Friberg die östliche Grenzsperre des Herrschaftsgebietes des Abtes von Disentis bildete. Inwieweit die Ministerialenfamilie von Ringgenberg mit der gleichnamigen Familie am Brienzersee verwandt war, ist offen, doch trugen sie dasselbe Wappen. Urkundlich erwähnt sind 1283 Rudolf de Rinkenberg als Zeuge, 1326 Antonius und Johannes als Bürgen sowie 1424 Christoph als Siegellant.
Aus dem Val Zavragia gingen mehrfach Murgänge in Richtung Zignau nieder, insbesondere 1748, 1817, 1834, 1868, um 1883 und 1927. Im Jahr 1927 verschwand während eines Hochwassers mit Murgang ein Doppelhaus unter der Kirche und von der Kirche blieben nur die Chormauern und der Turm übrig.

## Sehenswürdigkeiten
- Ruine der Burg Ringgenberg oberhalb des Ortes